# Tuticanus cruciatus
Tuticanus cruciatus är en spindelart som beskrevs av Simon 1897. Tuticanus cruciatus ingår i släktet Tuticanus och familjen Ctenidae.
Artens utbredningsområde är Ecuador. Inga underarter finns listade i Catalogue of Life.